# Corallina frondescens
Corallina frondescens Postels & Ruprecht, 1840  é o nome botânico  de uma espécie de algas vermelhas pluricelulares do gênero Corallina.
- São algas marinhas encontradas na Turquia, Alasca, Columbia Britânica, California, Oregon, Washington, Ilhas Comandante, Rússia e nas Filipinas.

## Sinonímia
- Arthrocardia frondescens (Postels & Ruprecht) J.E. Areschoug, 1852
- Joculator delicatulus Doty, 1947
- Corallina pinnatifolia var. digitata Dawson, 1953
- Bossiella frondescens (Postels & Ruprecht) E.Y. Dawson, 1964